# Pungentus pungens
Pungentus pungens är en rundmaskart. Pungentus pungens ingår i släktet Pungentus och familjen Dorylaimidae. Inga underarter finns listade i Catalogue of Life.